# دهستان غزالی
دهستان غزالی، یکی از دهستان‌های بخش مرکزی شهرستان میان‌جلگه در استان خراسان رضوی ایران است. مرکز این دهستان، روستای فدیشه است.

## جمعیت
بر پایه سرشماری عمومی نفوس و مسکن در سال ۱۳۹۵، جمعیت دهستان غزالی برابر با ۸٬۹۵۱ نفر بوده است.